# 유현 (광척후)
유현(劉顯, ? ~ ?)은 전한 말기의 제후로, 초효왕의 손자이다.

## 행적
아버지 유훈의 뒤를 이어 광척후(廣戚侯)에 봉해졌다.
원시 5년(5년), 평제가 붕어하였다. 이때 황실의 혈통은 원제의 후손은 끊겼고, 선제의 증손은 제후왕 다섯 명, 열후는 유현 등 마흔여덟 명이 있었다. 이들이 장성하였음을 불안히 여긴 왕망은 형제 사이에서는 제위를 이을 수 없다는 핑계를 대고, 선제의 현손들 중 가장 나이가 어렸던, 유현의 아들 유영을 유자(孺子)로 추대하여 평제의 뒤를 잇게 하였다. 이후 유현과 그의 작위는 어떻게 되었는지 알 수 없다.

## 출전
- 반고, 《한서》
  - 권15하 왕자후표 下
  - 권80 선원육왕전
  - 권98 원후전
  - 권99상 왕망전 上

## 가계
- 초효왕 유오
  - 광척양후 유훈
    - 광척후 유현
      - 유자 영